# Theodor Neubauer
Pour les articles homonymes, voir Neubauer.
Theodor Neubauer, né le 12 décembre 1890 à Ermschwerd et mort le 5 février 1945 à Brandebourg-sur-la-Havel, est un homme politique allemand. Il est député communiste du Reichstag de 1924 à 1933, puis participe activement à la résistance au nazisme.

## Biographie
Theodor Neubauer est le fils d'un inspecteur des domaines. Il reçoit une éducation dont les valeurs sont la fidélité à l'empereur et le patriotisme. Il fréquente le lycée humaniste d'Erfurt de 1901 à 1910, puis étudie l'histoire et les langues modernes pendant les trois années suivantes à Bruxelles, Iéna et Berlin. Il obtient un doctorat en 1913. De 1917 à 1923, il enseigne à Erfurt, puis Ruhla et Weimar.
De tendance national-libérale, il s'engage dans l'armée en 1914, est fait lieutenant en 1915 et combat sur le front russe où il est gazé deux ans plus tard, à la suite de quoi il est réformé de l'armée.
En décembre 1918, il adhère au Parti démocrate allemand, se tourne ensuite vers la gauche et devient membre du Parti social-démocrate indépendant d'Allemagne (USPD) à la fin de l'été 1919, avant de rejoindre le Parti communiste d'Allemagne (KPD) avec l'aile gauche de l'USPD en décembre 1920.
Il est élu au Landtag de Thuringe en septembre 1921. Élu également au conseil d'État en Thuringe en octobre 1923, il doit fuir après le renversement du gouvernement de coalition SPD-KPD qui y avait été établi.
Devenu rédacteur en chef du journal Freiheit de Düsseldorf, il est élu membre du Reichstag aux élections de 1924, réélu en 1928, 1930, 1932 et 1933.
En 1930, il est élu membre du Comité central du KPD, responsable des questions de politique extérieure, et, temporairement, de politique sociale. En 1932, Neubauer publie le livre Deutsche Außenpolitik heute und morgen (Politique extérieure allemande aujourd'hui et demain). Il compose également quelque 150 poèmes.
Il partage la vie durant plusieurs années de la photographe d'origine tchèque Lucia Schulz dite Lucia Moholy, et il sera arrêté dans leur appartement, alors qu'elle est absente, ce qui la décidera à fuir le régime nazi,.
En mars 1933, il entre dans la clandestinité mais est arrêté le 3 août. Il est détenu dans les prisons de Plötzensee et Brandenburg et les camps de concentration de Lichtenburg et Buchenwald. 
Gracié, il sort de Buchenwald début juillet 1939 et retourne dans sa famille en Thuringe. Il renoue le contact avec les communistes de la région et met sur pied avec Magnus Poser (1907-1944), menuisier à Iéna, un réseau de résistance. Jusqu'en automne 1943, le réseau Neubauer-Poser mène des actions en liaison avec d'autres groupes communistes, notamment le groupe d'Anton Saefkow. Il parvient à communiquer avec les résistants de Buchenwald qui reçoivent des armes.
À la suite d'une réunion illégale à Leipzig, il est arrêté en juillet 1944 et condamné à mort le 8 janvier 1945. Theodor Neubauer est guillotiné le 5 février à la prison de Brandebourg.

## Publications
- Die sozialen und wirtschaftlichen Verhältnisse der Stadt Erfurt vor Beginn der Reformation, Erfurt, 1913 (thèse de doctorat[2])
- Luthers Frühzeit. Seine Universitäts- u. Klosterjahre: d. Grundlage s. geistigen Entwicklung, Erfurt, 1917
- Deutsche Außenpolitik heute und morgen, Internationaler Arbeiter-Verlag, Vienne, 1932.
- Das tolle Jahr von Erfurt, Hrsg. v. Martin Wähler, Weimar, 1948
- Die neue Erziehung in der sozialistischen Gesellschaft, Verlag der Tribüne, Erfurt, 1920 (rééd. Volk und Wissen Verlag, Berlin/RDA, 1973)
- Aus Reden und Aufsätze, SED-Bezirkskommission zur Erforschung der Geschichte der örtlichen Arbeiterbewegung, Erfurt, 1965

## Hommages

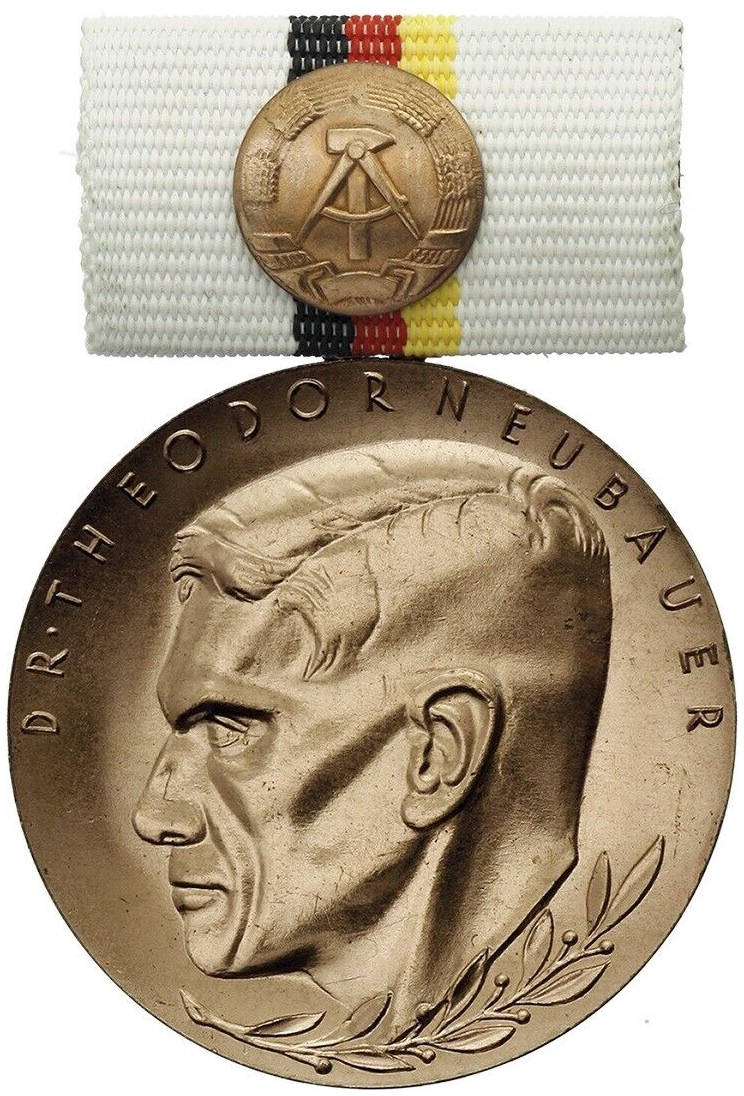
Médaille Dr.-Theodor-Neubauer créée en RDA en 1959.

En République démocratique allemande, la médaille Dr.-Theodor-Neubauer (Dr.-Theodor-Neubauer-Medaille) est une distinction instituée en 1959.
Dans ce même pays, un timbre commémoratif en l'honneur de Theodor Neubauer et Magnus Poser est émis en 1970.
Une plaque et une Stolperstein honorent sa mémoire à Bad Tabarz, sur le lieu de son dernier domicile.